# Katharine Way
Katharine „ Kay“ Way (20. února 1902 – 9. prosince 1995) byla americká fyzička známá především pro svou práci na projektu Nuclear Data Project. Během druhé světové války pracovala na projektu Manhattan v metalurgické laboratoři v Chicagu. V roce 1968 se stala mimořádnou profesorkou na Dukeově Univerzitě. 
Je spoluautorkou bestselleru One World or None: a Report to the Public on the Full Meaning of the Atomic Bomb (česky Jeden svět nebo žádný: zpráva pro veřejnost o plném významu atomové bomby). Kniha obsahovala eseje Nielse Bohra, Alberta Einsteina a Roberta Oppenheimera. Kniha vyšla 1946 a prodalo se jí přes 100 000 výtisků.

## Dětství a mládí
Katharine Way se narodila v Sewickley v Pensylvánii jako druhé dítě právníka Williama Addissona Waye a jeho manželky Louise Jones. Měla staršího bratra a mladší sestru. Původně se jmenovala Catherine, později změnila pravopis na Katharine. Přátelé a kolegové ji znali jako Kay. Když ji bylo dvanáct let, zemřela jí matka. Otec se znovu oženil s ORL specialistkou, která pro ní byla vzorem k úspěšné pracovní kariéře.
Nejprve navštěvovala internátní školu v Plainfieldu v New Jersey a Rosemary Hall v Greenwichi v Connecticutu. V roce 1920 nastoupila na Vassar College, ale po dvou letech musela odejít, protože onemocněla a lékaři měli podezření že se jedná o tuberkulózu. Po rekonvalescenci v Saranac Lake, ve státě New York, absolvovala v roce 1924 a 1925 dva semestry na Barnard College.
Od roku 1929 do roku 1934 studovala na Kolumbijské univerzitě. Tam u ní Edward Kasner vzbudil zájem o matematiku a byl spoluautorem jejího prvního publikovaného akademického článku. V roce 1932 získala bakalářský titul. Dále studovala na univerzitě v Severní Karolíně, kde se zabývala jadernou fyzikou a stala se prvním doktorandem Johna Wheelera. Protože během Velké hospodářské krize bylo těžké sehnat práci, zůstala po splnění požadavků doktorandského studia jako postgraduální studentka.

Bohrův model atomu

V roce 1938 se stala vědeckou pracovnicí na Bryn Mawr College a získala doktorát za práci v jaderné fyzice. Následně v roce 1939 nastoupila na učitelskou pozici na University of Tennessee, kde se v roce 1941 stala odbornou asistentkou.
Na konferenci v New Yorku v roce 1938 měla přednášku s názvem „Nuclear Quadrupole and Magnetic Moments“, v níž zveřejnila svůj výzkum o deformaci rotujícího atomového jádra pomocí tří modelů, včetně kapkového modelu Nielse Bohra. Na tuto práci navázala bližším prozkoumáním kapkového modelu kapalin v článku nazvaném „The Liquid-Drop Model and Nuclear Moments“, ve kterém ukázala, že výsledné jádro ve tvaru doutníku může být nestabilní. Kay byla blízko objevu jaderného štěpení, který byl později připsán Erwinu Hahnovi a Strasmannovi. Její školitel John Wheeler později vzpomínal:
| „ | Jednoho dne přišla Kay a nahlásila potíže. Rovnice neposkytly řešení v případě dostatečně vysoce nabitého jádra, které se otáčelo dostatečně velkou úhlovou rychlostí. Bylo jasné, že v tomto případě nastala jakási nestabilita. V roce 1939 byla rozpoznána podstata nestability - jaderné štěpení. Objevili to Hahn a Strasmann. Proč jsme se my nepustili do analýzy a nepředpověděli štěpení před jeho objevením? V matematice to nebyl žádný problém. Byla to potíž v modelu. Kay se nepodařilo určit správné velikosti a správné trendy pro nukleární magnetické momenty. | “ |

## Projekt Manhattan

Nejdůležitější pracoviště Projektu Manhattan v USA a Kanadě

V roce 1942 ji John Wheeler nabídl, aby pracovala na projektu Manhattan v metallurgické laboratoři v Chicagu. Katharine Way ve spolupráci s fyzikem Alvinem Weinbergem analyzovala data o toku neutronů z prvních návrhů jaderných reaktorů od Enrica Fermiho. Pokoušeli se zjistit, zda by bylo možné vytvořit řetězovou jadernou reakce. Jejich výpočty byly použity při konstrukci Chicago Pile-1, prvního umělého jaderného reaktoru. Poté se zabývala štěpnými produkty reaktorů a společně s fyzikem Eugenem Wignerem vyvinuli Way-Wignerovu aproximaci pro rozpad štěpného produktu.
V polovině roku 1945 se přestěhovala do Oak Ridge v Tennessee a pokračovala ve výzkumu jaderného rozpadu. Začala se postupně specializovat na sběr a organizaci jaderných dat.
Společně s Dexterem Mastersem se podílela na redigování bestselleru deníku The New York Times z roku 1946 One World or None: a Report to the Public on the Full Meaning of the Atomic Bomb (Jeden svět nebo nic: zpráva pro veřejnost o významu atomové bomby). Kniha obsahovala eseje Nielse Bohra, Alberta Einsteina a Roberta Oppenheimera, přičemž se prodalo přes 100 000 výtisků.

## Pozdější život

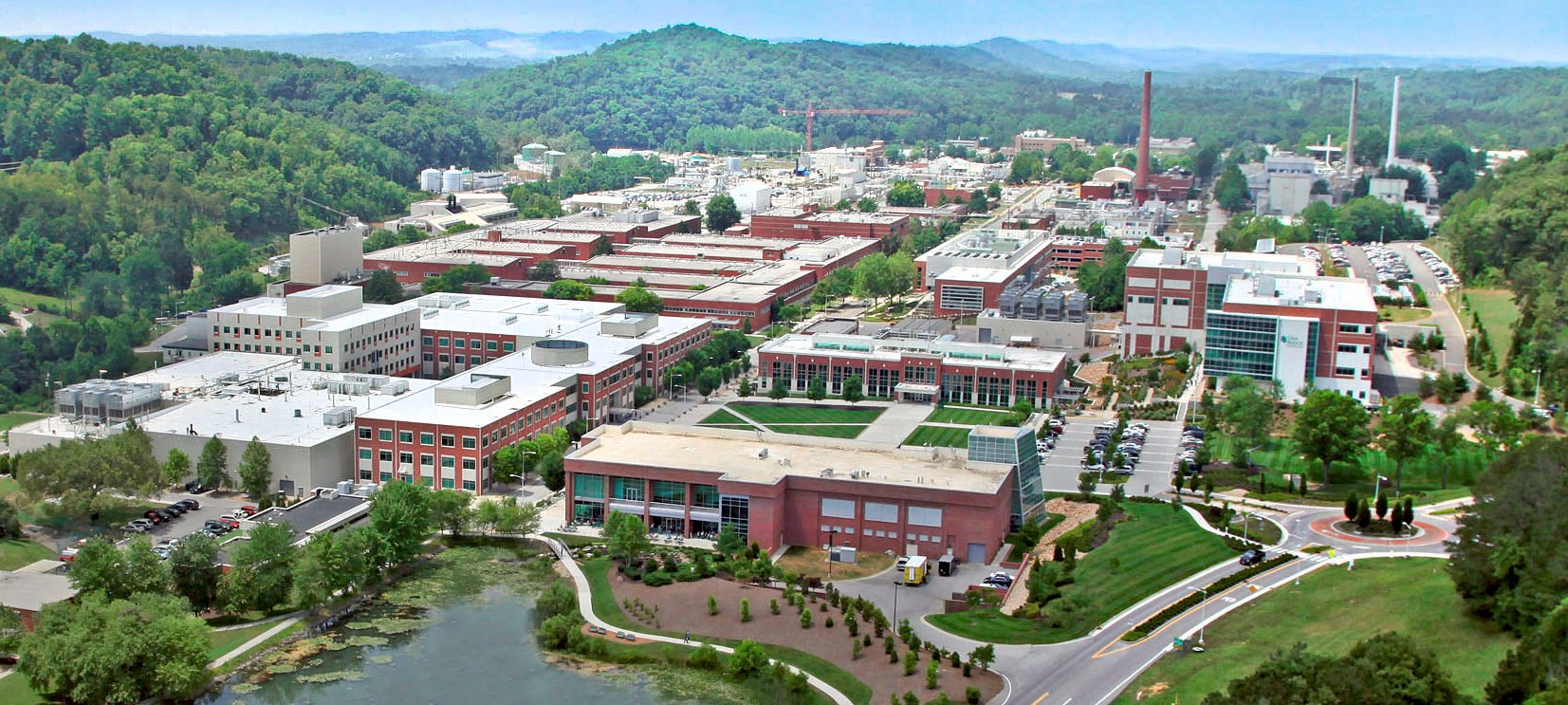
Oak Ridge National Laboratory

V roce se 1949 přestěhovala do Washingtonu, D.C., kde pracovala pro National Bureau of Standards. O čtyři roky později přesvědčila výzkumnou radu Národní akademie věd, aby pod jejím vedením založila Nuclear Data Project (NDP), organizaci se zvláštní odpovědností za shromažďování a šíření jaderných dat. NDP se v roce 1964 přestěhovala do Oak Ridge National Laboratory, přičemž Katharine Way zůstala její vedoucí až do roku 1968. Počínaje rokem 1964 NDP vydávala časopis Nuclear Data Sheets, aby šířila informace, které NDP shromáždila. K tomu v následujícím roce přibyl druhý časopis, Atomic Data and Nuclear Data Tables. Přesvědčila také redaktory časopisu Nuclear Physics, aby k nadpisům článků přidali klíčová slova a tím usnadnili vzájemné odkazy.
NDP opustila v roce 1968 a stala se mimořádným profesorem na Dukeově Univerzitě v Durhamu v Severní Karolíně, do roku 1973 pokračovala jako redaktorka Nuclear Data Sheets a až do roku 1982 jako redaktorka Atomic Data and Nuclear Data Tables. V pozdějším věku se začala zajímat o zdravotní problémy seniorů a lobbovala za zlepšení jejich zdravotní péče.
Katharine Way se nikdy neprovdala. Zemřela v Chapel Hill v Severní Karolíně 9. prosince 1995 ve věku 93 let.